# رستم و سهراب (فیلم ۱۹۷۱)
رستم و سهراب (به تاجیکی: Рустам ва Суҳроб) فیلمی سینمایی در سبک ماجرایی، درام و فانتزی است. این فیلم که محصول سال ۱۹۷۱ در تاجیکستان شوروی است، با عناوین دیگری همچون «افسانهٔ جاودان رستم» و «افسانهٔ رستم» نیز شناخته می‌شود.
این فیلم در سال ۱۹۹۱ بازنگری شد و با تغییراتی در دیالوگ‌ها که به گونهٔ شعر بود دوباره در تاجیکستان اکران شد.
این فیلم بر اساس داستان‌های شاهنامهٔ فردوسی ساخته شده و تا به حال از موفق‌ترین فیلم‌های ساخته شده بر اساس «شاهنامه» محسوب می‌شود. هر چند که بخش‌هایی از فیلم با شاهنامهٔ فردوسی همخوانی ندارد.